# Belinurus
Belinurus — вимерлий рід членистоногих, що належить до ряду Xiphosura. Це частина родини Belinuridae, в інфраряді Belinurina. Раніше точилася давня академічна суперечка щодо того, чи Belinurus (König, 1820), Belinurus (Bronn, 1839) чи Bellinurus (Pictet, 1846) мають пріоритет як назва над родом. У 2021 році американський палеонтолог Джеймс К. Ламсделл провів дослідження щодо цієї суперечки та визначив, що перша назва не була офіційно опублікована і тому була недійсною, а друга була дійсною і, отже, мала пріоритет над третьою, назвою рід, отже, Belinurus.
Рід Belinurus складається з видів B. trilobitoides (типовий вид), B. lacoei, B. silesiacus, B. sustai та сумнівних видів B. iswariensis, B. kiltorcanensis, B. metschensis і B. stepanovi.